# Euraziëtoren
De Euraziëtoren (Russisch: Евразия; Jevrazia) is een wolkenkrabber in het zakendistrict Moscow-City in de Russische hoofdstad Moskou. De toren, die met name kantoren huisvest, telt 67 etages en heeft een hoogte van bijna 304 meter. Het vloeroppervlak is ruim  200.000 m², waarvan 85.000 m² bestaat uit appartementen. Verder zijn er bedrijven gevestigd zoals een fitnesscentrum, casino, winkels, restaurants en dergelijke. De ondergrondse parkeergarage biedt plek aan ruim 1000 auto's. Aan de buitenzijde van de toren is een lift geplaatst die uitzicht biedt naar buiten.
De basis van het gebouw wordt gevormd door een 'podium' van drie verdiepingen, waarin de recreatieve functies zijn ondergebracht.
De bouw van de toren startte in 2004 en de opening vond plaats in 2013. Het was toen het op een na hoogste gebouw van Moskou en Europa zijn na de Federatietoren.

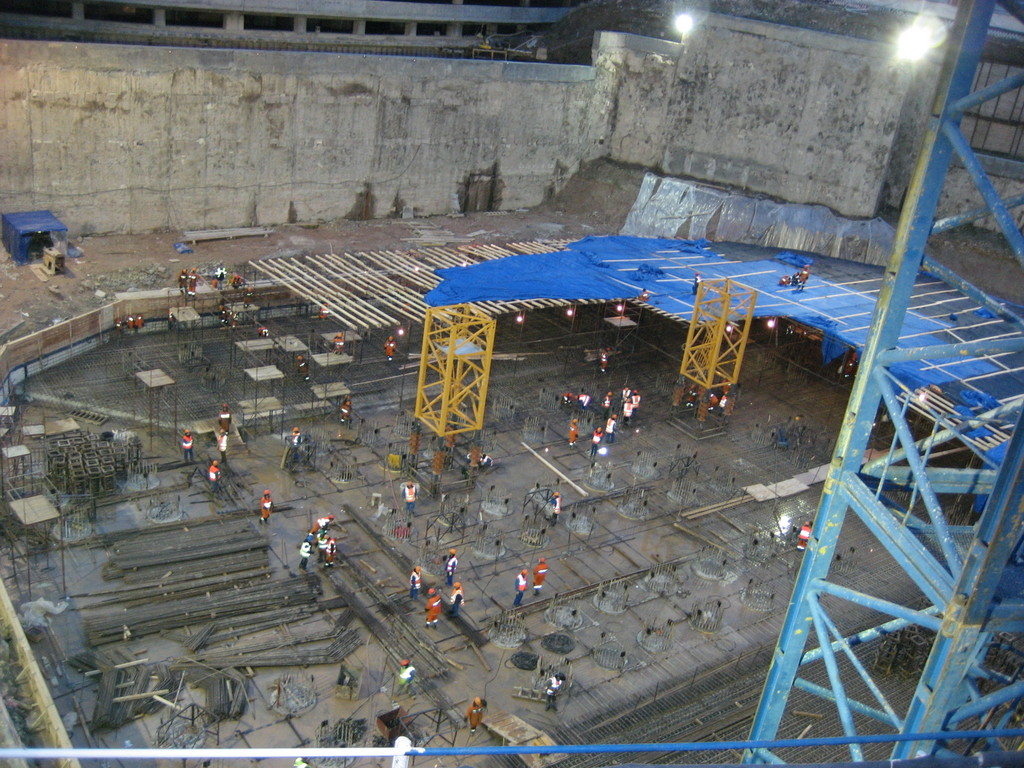
21 september 2006
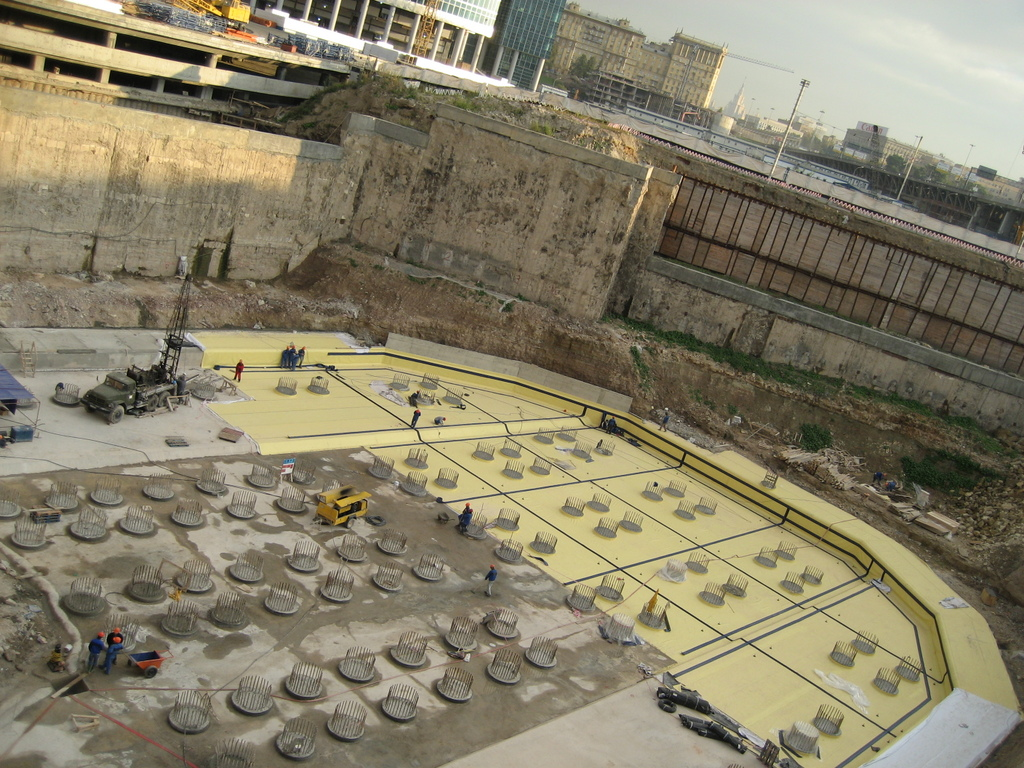
7 december 2006